# José Gutiérrez Barajas
José Gutiérrez Barajas, más conocido como "Pelón" Gutiérrez (El Salto, Jalisco, 19 de marzo de 1923), es un exfutbolista mexicano. Jugó para el Club Deportivo Guadalajara al principio de la era profesional del fútbol mexicano, también jugó para el Club Deportivo Oro.

## Juveniles
Inició jugando a los trece años de edad en la temporada 1936-37 con el equipo de fútbol de la fábrica donde laboraba, el Río Grande, equipo donde se juntaría con "Pablotas" González con quien formaría una dupla que duraría años.

## Jugador
En 1939 paso a la Selección Jalisco Amateur, y un año después se formó la Selección Jalisco que jugó en la Liga Amateur de la Ciudad de México. El equipo auriazul se disuelve en 1943 y fue entonces que llega a las filas del Guadalajara.
Después de disolverse la Selección Jalisco, Gutiérrez siguió jugando para el Río Grande, fue entonces que el Guadalajara formó una especie de cooperativa con el Río Grande y el SUTAJ, de manera que a cambio de acciones del club, el Guadalajara podía llevarse a cualquier jugador que quisiera. Fue entonces que del Río Grande llegaron Miguel Salcedo, el "Borrego" Silva, Memo Flores, Luis Luna, "Pablotas" González y "Pelón" Gutiérrez; mientras que del SUTAJ llegó Luis Reyes, "Térile" Sánchez, "Cosas" López, Wintilo Lozano y "Tilo" García.
Jugó en el Guadalajara por espacio de 5 años de 1943 a 1948, año en el que fue vendido al Oro, después de una lesión en la rodilla el entrenador Jorge Orth decidió quitarlo del equipo, por lo que fue transferido a los Mulos del Oro.

## Política
Después de retirarse el fútbol, se dedicó por un tiempo a la política llegando a ser presidente municipal de El Salto. Es padre de José Gutiérrez Fernández también exjugador del Guadalajara en los años 1980.